# Кокилл (индейская резервация)
Кокилл (англ. Coquille Reservation) — индейская резервация племени кокилл, расположенная в юго-западной части штата Орегон, США.

## История
До появления европейцев индейское племя кокилл проживало в юго-западной части современного американского штата Орегон, занимая территорию более 3 000 км². Примерно в 1818 году на землях кокилл появились первые белые торговцы пушниной из Северо-Западной компании. В 1855 году Джоэл Палмер, суперинтендант по делам индейцев Орегона, заключил договор с кокилл и соседними племенами, согласно которому было выделено 201 км береговой линии, простирающейся от реки Силткус до мыса Лукаут, чтобы сформировать индейскую резервацию. Племя было насильно отправлено на новые земли в 1856 году. Но договор так и не был ратифицирован Конгрессом США и кокилл были вынуждены селиться в Гранд-Ронде и других резервациях. Во время переселения многие индейцы умерли от голода и болезней.
Правительство США лишило племя федерального признания в 1954 году, но после упорной борьбы кокилл вернули его себе в 1989 году. С момента своего восстановления племя стремилось к самодостаточности для себя и своих членов, уделяя особое внимание образованию, здравоохранению, жилью и обслуживанию пожилых людей. Усилия по сохранению культуры включают обучение членов племени устным историям, традициям и языкам предков. В 1996 году была создана резервация Кокилл — Конгресс США вернул племени 5410 акров лесных угодий. Позднее племя почти удвоило эту площадь за счёт стратегических покупок земли.

## География
Резервация состоит из нескольких несмежных участков земли, расположенных в южной части округа Кус. Общая площадь Кокилл составляет 26,333 км², из них 26,23 км² приходится на сушу и 0,103 км² — на воду. Административным центром резервации является город Норт-Бенд.

## Демография
По переписи 2000 года официальное постоянное население Кокилл составляло 258 человек. По данным федеральной переписи населения 2010 года, в резервации проживало 323 человека. Согласно федеральной переписи населения 2020 года в резервации проживало 343 человека, насчитывалось 217 домашних хозяйств и 174 жилых дома. Средний возраст, проживающих в Кокилл, составлял 37,8 лет. Средний доход на одно домашнее хозяйство в индейской резервации составлял 49 821 доллар США. Около 16,8 % всего населения находились за чертой бедности, в том числе 20,8 % тех, кому ещё не исполнилось 18 лет, и 11,4 % старше 65 лет.
Расовый состав распределился следующим образом: белые — 168 чел., афроамериканцы — 0 чел., коренные американцы (индейцы США) — 132 чел., азиаты — 0 чел., океанийцы — 0 чел., представители других рас — 0 чел., представители двух или более рас — 43 человека; испаноязычные или латиноамериканцы любой расы составили 7 человек. Плотность населения составляла 13,03 чел./км².

## Комментарии
1. ↑  В состав резервации входит лишь  часть населённого пункта.